# Rhinoraja
Rhinoraja là chi cá đuối thuộc họ Rajidae có vùng sinh sống tự nhiên ở tây bắc Thái Bình Dương. Hiện tại, chi này gồm có ba loài đã được mô tả (các loài khác đã từng được xếp vào chi này nay đã được phân loại lại vào chi Bathyraja).

## Loài
- Rhinoraja kujiensis (S. Tanaka (I), 1916)
- Rhinoraja longicauda Ishiyama, 1952
- Rhinoraja odai Ishiyama, 1958